# アラタなるセカイ
『アラタなるセカイ』は、入間人間/著・深崎暮人/イラストによる日本のライトノベル、入間人間/原作・大岩ケンヂ/作画による漫画、入間人間/原案・マッドハウス/制作によるアニメからなるメディアミックス作品群。
小説（執筆）、漫画（原作）、アニメ（原作・脚本）、音楽（作詞）の全てを入間人間が手がける全く新しい創作物。
入間人間創作5周年企画「入間人間のセカイ」の一環として制作された。

## あらすじ
人口が激減し、人類は明日にも滅亡するという日々を送っている中、科学者の手によりタイムトラベル技術が完成した。
学校では適性検査が行われ、過去への適性がある者、未来への適性がある者、そのどちらの適正もない者が選ばれた。
少年少女たちは、人類滅亡を防ぐために過去や未来へと旅立っていく。
過去編（漫画）
人類滅亡の原因を探るために、遙か未来からやってきた少年少女たち。
ところが、行き着いた先は映画館の中。扉は固く閉ざされており、外へは一歩も出られなかった。
現在編（小説）
2012年、人類は滅亡の危機にあった。「明日」が来たら、人間は全員消えてしまうらしい。
科学者たちは、時間を迷子にさせることでなんとか滅亡を回避した。
その技術の応用でタイムトラベルが可能になり、少年少女たちを過去や未来へ送って現状を打開しようと試みる。
未来編（アニメ）
現在から約6000年先の未来に送り出された少女たち。
荒廃した大地には変色した川が流れ、空には奇怪な鳥が飛び交っていた。唯一持ち込んだ携帯電話も、圏外で通信できない。
そんな中、一人の少女が無人の家を発見し、表札に書かれた名前を目にする。

## 登場人物
八草
声 - 種田梨沙
星ヶ丘
声 - 井口裕香
本郷
声 - 大久保瑠美
一社
声 - 内山夕実
アラタ
声 - 永田依子

## 小説
現在編。イラストは深崎暮人。2012年10月20日発売。
「アラタなるセカイ コンプリートBOX」に収録。

## 漫画
過去編。作画は大岩ケンヂ。2012年10月20日発売。
「アラタなるセカイ コンプリートBOX」に収録。

## アニメ
未来編。2012年10月20日発売。
「アラタなるセカイ コンプリートBOX」に収録。

### スタッフ
- 原作・脚本 - 入間人間
- 原作イラスト・キャラクター原案 - 深崎暮人
- 監督・演出・絵コンテ - 立川譲
- キャラクターデザイン・作画監督 - 栗田新一
- 美術設定 - 青木薫
- 美術監督 - 野村正信
- 色彩設計 - 橋本賢
- 撮影監督 - 小澤篤史
- 3D監督 - 薮田修平
- 編集 - 木村佳史子
- 音響監督 - 本山哲
- 音楽 - 千葉"naotyu-"直樹
- 音楽プロデューサー - 山内真治
- アニメーションプロデューサー - 橋本健太郎
- プロデューサー - 柏田真一郎
- アニメーション制作 - マッドハウス
- 製作 - 『アラタなるセカイ』PROJECT

### 主題歌
テーマ曲「アラタなるセカイ」
作詞 - 入間人間 / 作曲・編曲 - 神前暁（MONACA） / 歌 - 河野マリナ

## 商品情報
- アラタなるセカイ コンプリートBOX（2012年10月20日発売）
  - 角川コミックス『過去編』
  - 電撃入間文庫『現在編』
  - Blu-ray Disc & DVD『未来編』
  - 特典CD（主題歌、サウンドトラック収録）
  - 深崎暮人描き下ろしBOX
  - 特製ブックレット

## その他
2012年10月7日、「アラタなるセカイ コンプリートBOX」の発売を記念して、特別番組「『アラタなるセカイ』のセカイ」がTOKYO MX、とちぎテレビ、群馬テレビ、BS11にて放送された。
2012年10月20日に行われた電撃20年祭では、原作者の入間人間、イラストの深崎暮人、担当編集の三木一馬、主題歌を担当した河野マリナほか、キャスト陣が登場するステージイベントが行われた。